# جوني جويس
جوني جويس (بالإنجليزية: Johnny Joyce)‏ هو عازف قيثارة بريطاني، ولد في 1933، وتوفي في 2004.